# 鵺射
『鵺射』（やしゃ）は、naked apeによる日本の漫画作品。『月刊コミック怪』に連載されていた。近未来の日本らしき都市を舞台に、正体不明の伝染する悪意「black　tar」に感染した人間と、保菌者を狩る使命を負った主人公達の物語。

## あらすじ
舞台は第四東都帝国。近衛庁近衛警察本部護衛部護衛第四課に所属する志乃宮兄弟は、秘密裏にBT保菌者を狩る役目を負っている。国家の掃除屋である彼らは、都市伝説の「夜叉」と呼ばれていた。そして、2人がトラウマとするのは、「ヨミザクラの男」。ある時、兄の勇義は、狩った保菌者の印に、小さなバーコードがあることを教えられる。

## 主要キャラクター
キャストはドラマCD（下記）のもの。
志乃宮 勇義
声 - 立花慎之介
主人公の一人。夜叉と呼ばれる志乃宮兄弟の兄。21歳。夜叉として以外、仕事はしておらず、また突然の外泊も多く、ダメ人間と称される。弟よりかなり小柄。軽い言動も目立つが、本当は誰よりも弟を大切に想っている。
志乃宮 一覇
声 - 杉田智和
もう一人の主人公。勇義の弟。国立東都高校に通う17歳。眼鏡をかけており、兄より長身。しっかり者で女子生徒からの人気も高い。10年前のとある一件以来、痛みを感じることが出来なくなっていた。文句を言うことも多いが、本当は誰よりも兄を大事に想っている。
黒宇須 秀瑞
声 - 堀江一眞
絵蝋燭をつくっている青年。根は大人しい性格で、細々の蝋燭をつくっていたいと思っているものの、様々な事件に巻き込まれてしまう。同収録作品「black　tar」の主人公。
天隥 輝空那
一覇の同級生。人も物も世界も、美しいものを求めており、闇があるからこそ光が際だつのだと断言する。一見非の打ち所がない美少女のようだが、実は女装好きな少年。同収録作品「black　tar」にも登場し、秀瑞の甥でもある。
時光
志乃宮兄弟にミカちゃんと呼ばれる、薄い色の瞳を持った子供。突然兄弟の前に現れ、強引に付きまとう。その正体は、第四東都帝国の帝であり、幼い外見からは想像もつかない決意を秘めている。

## 書誌情報
- naked ape『鵺射』角川グループパブリッシング、2009年5月25日初版、ISBN 4-04-854338-5